# Östigrundet
Östigrundet (ook wel Klippgrundet) is een Zweeds eilandje behorend tot de Lule-archipel. Het is gelegen ten zuidoosten van Junkön. Östigrundet is een vogelreservaat, heeft geen oeververbinding en is onbewoond. Het vogelreservaat is 371 hectare groot, waarvan 2 hectare voor het eiland.